# Lennoxville Massacre
Das Lennoxville Massacre, auch bekannt als Lennoxville Slaughter oder Lennoxville Purge, französisch Massacre de Lennoxville, war ein Kriminalfall im Rockermilieu, der sich in Lennoxville, Québec, Kanada, ereignete. Am 24. März 1985 wurden fünf Mitglieder der Hells Angels von einem anderen Charter erschossen. Das Ereignis führte zur Gründung der Outlaw Motorcycle Gang Rock Machine und hatte damit große Auswirkungen auf den in den 1990er Jahren stattgefundenen Rockerkrieg in Kanada.

## Tathergang
1985 kontrollierten die Hells Angels Teile des Drogenmarkts in Québec. An diesem Handel waren mehrere Charter beteiligt, wobei das Charter in Laval von Yves Trudeau geleitet wurde. Die Charter in Québec und Nova Scotia unterstellten den anderen Mitgliedern eine Veruntreuung von Drogengeldern sowie massiven Drogenkonsum von Kokain, das zum Verkauf gedacht war. Zudem soll Trudeau als Auftragsmörder für die West End Gang gearbeitet haben, was ebenfalls das Missfallen der anderen Charter erregte.
Um diese Probleme zu klären, wurde beschlossen, Yves Trudeau und seinen Club zu ermorden. Zu diesem Zweck wurde, unter dem Vorwand, die Probleme zu besprechen, ein Treffen in einem Clubhaus in Lennoxville einberufen. Trudeau, der sich zu diesem Zeitpunkt in einer Entgiftungseinrichtung befand, konnte an dem Treffen nicht teilnehmen.
Michel „Willie“ Mayrand, Laurent „L’Anglais“ Viau, Guy-Louis „Chop“ Adam, Jean-Guy „Brutus“ Geoffrion und Jean-Pierre „Matt Le Crosseur“ Mathies sollten jedoch als Abgesandte an dem Treffen teilnehmen. Sie gerieten bei ihrer Ankunft in einen Hinterhalt und wurden erschossen. Anschließend wurden ihre Leichen in Schlafsäcke gesteckt und mit Betonblöcken in den Sankt-Lorenz-Strom geworfen. Richard Mayrand, ein Bruder eines der Opfer, Yvon Bildeau und Gilles Lachance waren ebenfalls als Abgesandte des Laval-Charters zugegen, wurden aber verschont. Mayrand gab später an, er habe sich zwischen Leben und Tod entscheiden dürfen. Die Leichen wurden erst drei Monate später entdeckt.
Claude „Choco“ Roy, ein Prospect des Clubs, wurde zwei Wochen später erschossen in einem Motel aufgefunden.

## Ermittlungen
Obwohl mehrere Mitglieder bei der Hinrichtung zugegen waren, wurden lediglich Rejean „Zig-Zag“ Lessard, Jacques Pelletier, Luc „Sam“ Michaud und Robert „Snake“ Tremblay als Haupttäter identifiziert und 1987 zu langjährigen Haftstrafen verurteilt. Tremblay entzog sich zunächst seiner Verhaftung und lebte einige Zeit in Frankreich und im Vereinigten Königreich. Er wurde jedoch im Juni 1987 vom Scotland Yard verhaftet und nach Kanada ausgeliefert.

## Auswirkungen
Yves Trudeau, der dem Mordanschlag durch Zufall entkommen war, wurde kurz darauf Polizeiinformant. Er erklärte sich schuldig, 43 Morde begangen zu haben und wurde zu einer lebenslangen Freiheitsstrafe verurteilt. Durch seinen Vertrag als Informant wurde er jedoch bereits nach sieben Jahren entlassen. Michel Genest, das einzige Mitglied des Charters neben Trudeau, das nicht am Tatort zugegen war, schloss sich ebenso wie Gilles Lachance einem anderen Hells-Angels-Charter an. Lachance wurde aus Angst vor weiteren Vergeltungsaktionen später ebenfalls Polizeiinformant.
Maurice Boucher und Salvatore Cazzetta, zwei Mitglieder eines rechtsextremen Motorradclubs in Montreal und Hells-Angels-Anwärter, entzweiten sich über die Frage der Rechtmäßigkeit der Hinrichtung. Boucher schloss sich im Folgenden den Angels an, während Cazzetta den Club Rock Machine gründete. Die spätere Feindschaft der beiden führte zu einem sieben Jahre andauernden Rockerkrieg in Montreal und Umgebung, der über 150 Menschenleben fordern sollte. Michel Langlois, Präsident der kanadischen Hells Angels, trat nach der Verhaftung der Haupttäter zurück und verließ Kanada fluchtartig nach Marokko. Er machte so Platz für Walter Stadnick, einen Freund von Boucher, der dadurch zum Präsidenten von Québec wurde.
Luc Michaud, Jacques Pelletier und Rejean Lessard brachen im Gefängnis mit den Hells Angels. Michaud wurde im Juni 2005 aus der Haft entlassen, Pelletier und Lessard 2008. Tremblay befindet sich derzeit noch in Haft.